# Robert Scohy
Pas d'image ? Cliquez ici

a Compétitions nationales et continentales officielles uniquement.

b Matchs officiels uniquement.
Robert Scohy, né le 28 avril 1909 à Tunis et mort le 23 juin 2001 à Oloron-Sainte-Marie, est un joueur international français de rugby à XV évoluant au poste de pilier ou de talonneur.

## Carrière
Robert Scohy débute le rugby à Oloron, ville où il fait ses études.
Robert Scohy dispute quatre matchs en équipe de France en 1931 dont trois rencontres du Tournoi des cinq nations contre l'Écosse, le pays de Galles et l'Angleterre. Il effectue sa dernière apparition sous le maillot national fin avril lors d'un test match contre l'Allemagne au cours duquel il marque un essai.
De retour au FC Oloron, il accampoagne l'éclosion d'un jeun Robert Barran.
Après sa retraite sportive, il devient président du FC Oloron.
- FC Oloron joueur puis directeur
- Bordeaux Étudiants Club